# 1908年ロンドンオリンピックのイギリス選手団
1908年ロンドンオリンピックのイギリス選手団（1908ねんロンドンオリンピックのイギリスせんしゅだん）は、1908年4月27日から10月31日にかけてイギリスの首都ロンドンで開催された1908年ロンドンオリンピックのイギリス選手団、およびその競技結果。

## 概要
今大会は金メダル56個、銀メダル51個、銅メダル39個の合計146個のメダルを獲得した。

## メダル
| メダル | 選手名                                                           | 競技               | 種目               |
| ------ | ---------------------------------------------------------------- | ------------------ | ------------------ |
| 金     | ウィンダム・ハルスウェル                                         | 陸上               | 男子400m           |
| 金     | エミール・ボイト                                                 | 陸上               | 男子5マイル        |
| 金     | アーサー・ラッセル                                               | 陸上               | 男子3200m障害      |
| 金     | ジョセフ・ディーキン アーチー・ロバートソン ウィリアム・コールズ | 陸上               | 男子3マイル団体    |
| 金     | ジョージ・ラーナー                                               | 陸上               | 男子3500m競歩      |
| 金     | ジョージ・ラーナー                                               | 陸上               | 男子10マイル競歩   |
| 金     | ティモシー・エイハーン                                           | 陸上               | 男子三段跳         |
| 金     | ヘンリー・テイラー                                               | 競泳               | 男子400m自由形     |
| 金     | ヘンリー・テイラー                                               | 競泳               | 男子1500m自由形    |
| 金     | フレデリック・ホルマン                                           | 競泳               | 男子200m平泳ぎ     |
| 金     | ジョシア・リッチー                                               | テニス             | 男子シングルス屋外 |
| 金     | レジナルド・ドハティー ジョージ・ヒルヤード                      | テニス             | 男子ダブルス屋外   |
| 金     | ドロテア・ダグラス・チェンバース                                 | テニス             | 女子シングルス屋外 |
| 金     | アーサー・ゴア                                                   | テニス             | 男子シングルス屋内 |
| 金     | アーサー・ゴア ハーバート・ローパー・バレット                    | テニス             | 男子ダブルス屋内   |
| 金     | グラディス・イーストレーク・スミス                               | テニス             | 女子シングルス屋内 |
| 金     | マッジ・サイアーズ                                               | フィギュアスケート | 女子シングル       |
| 銀     | ハロルド・ウィルソン                                             | 陸上               | 男子1500m          |
| 銀     | エドワード・オーウェン                                           | 陸上               | 男子5マイル        |
| 銀     | アーチー・ロバートソン                                           | 陸上               | 男子3200m障害      |
| 銀     | アーネスト・ウェブ                                               | 陸上               | 男子3500m競歩      |
| 銀     | アーネスト・ウェブ                                               | 陸上               | 男子10マイル競歩   |
| 銀     | コーネリアス・リー                                               | 陸上               | 男子走高跳         |
| 銀     | デニス・ホーガン                                                 | 陸上               | 男子砲丸投         |
| 銀     | ウィリアム・ロビンソン                                           | 競泳               | 男子200m平泳ぎ     |
| 銀     | ジェームズ・パーク ジョシア・リッチー                            | テニス             | 男子ダブルス屋外   |
| 銀     | ドラ・ブースビー                                                 | テニス             | 女子シングルス屋外 |
| 銀     | ジョージ・カリディア                                             | テニス             | 男子シングルス屋内 |
| 銀     | ジョージ・カリディア ジョージ・シモンド                          | テニス             | 男子ダブルス屋内   |
| 銀     | アリス・グリーン                                                 | テニス             | 女子シングルス屋内 |
| 銀     | アーサー・カミング                                               | フィギュアスケート | 男子シングル       |
| 銀     | フィリス・ジョンソン ジェームズ・ジョンソン                      | フィギュアスケート | ペア               |
| 銅     | ノーマン・ハローズ                                               | 陸上               | 男子1500m          |
| 銅     | レナード・トレメール                                             | 陸上               | 男子400mハードル   |
| 銅     | エドワード・スペンサー                                           | 陸上               | 男子10マイル競歩   |
| 銅     | ウィルバーフォース・イーブズ                                     | テニス             | 男子シングルス屋外 |
| 銅     | クレメント・カザレット チャールズ・ディクソン                    | テニス             | 男子ダブルス屋外   |
| 銅     | ジョーン・ウィンチ                                               | テニス             | 女子シングルス屋外 |
| 銅     | ジョシア・リッチー                                               | テニス             | 男子シングルス屋内 |
| 銅     | ジェフリー・ホール＝セイ                                         | フィギュアスケート | 男子シングル       |
| 銅     | ドロシー・グリーンハウ＝スミス                                   | フィギュアスケート | 女子シングル       |
| 銅     | マッジ・サイアーズ エドガー・サイアーズ                          | フィギュアスケート | ペア               |